# Die Harke und der Spaten
Die Harke und der Spaten (Untertitel About the Love Life of the Garden Tools) ist ein Musikalbum von Sven-Åke Johansson. Die 1998 in Malmö entstandenen Aufnahmen erschienen am 24. Dezember 2011 auf Umlaut Records.

## Hintergrund
Teils Performancestück, teils freie Improvisation: „Die Harke und der Spaten“ ist ein musikalisches Bühnenstück der schwedischen Schlagzeugers und Komponisten Sven-Åke Johansson. Die Aufnahme, mitgeschnitten 1998 im schwedischen Malmö, präsentiert ein Who-is-Who europäischer Improvisatoren und Vertreter des Free Jazz – eines europäischen Free Jazz, der sich von amerikanischer Musik abgrenzt, notierte Mark Corroto. Johansson verzichtet auf sein Schlagzeug zugunsten eines Akkordeons und der gesprochenen Erzählung. Die Perkussion übernimmt Raymond Strid, weitere Mitglieder der Gruppe sind Trompeter Axel Dörner, Saxophonist Mats Gustafsson und Per-Åke Holmlander an Posaune und Tuba, außerdem der Bassist Matthias Bauer und der Pianist Sten Sandell.
Das Performance-Stück für einen Sänger/Sprecher und ein musikalisches Ensemble beinhaltet die verschiedenen Positionen und Anordnungen von Rechen und Spaten auf der Bühne. Diese bilden den Ausgangspunkt der fünf Stücke. Johansson spricht Textzeilen (meist auf Deutsch, mit eingestreuten englischen Einsprengseln).
Von dem Stück existiert eine frühere Aufnahme von 1996, erschienen auf dem Eigenlabel SÅJ.

## Titelliste
- Sven-Åke Johansson – Die Harke und der Spaten - About The Love Life of the Garden Tools (Umlaut Records UMFR-CD04)[2]

1. Winter im Schuppen - Getrennt 18:04
2. Vorfrühling - Das Holz wird wärmer 4:12
3. Obstblüte - Der Spaten kommt hinaus 5:34
4. Frühkartoffelernte - Beide vereint 18:37
5. Herbstliches Aufräumen im Garten - Einige Zacken der Harke werden verbogen 5:16

Die Kompositionen und Texte stammen von Sven-Åke Johansson.

## Rezeption

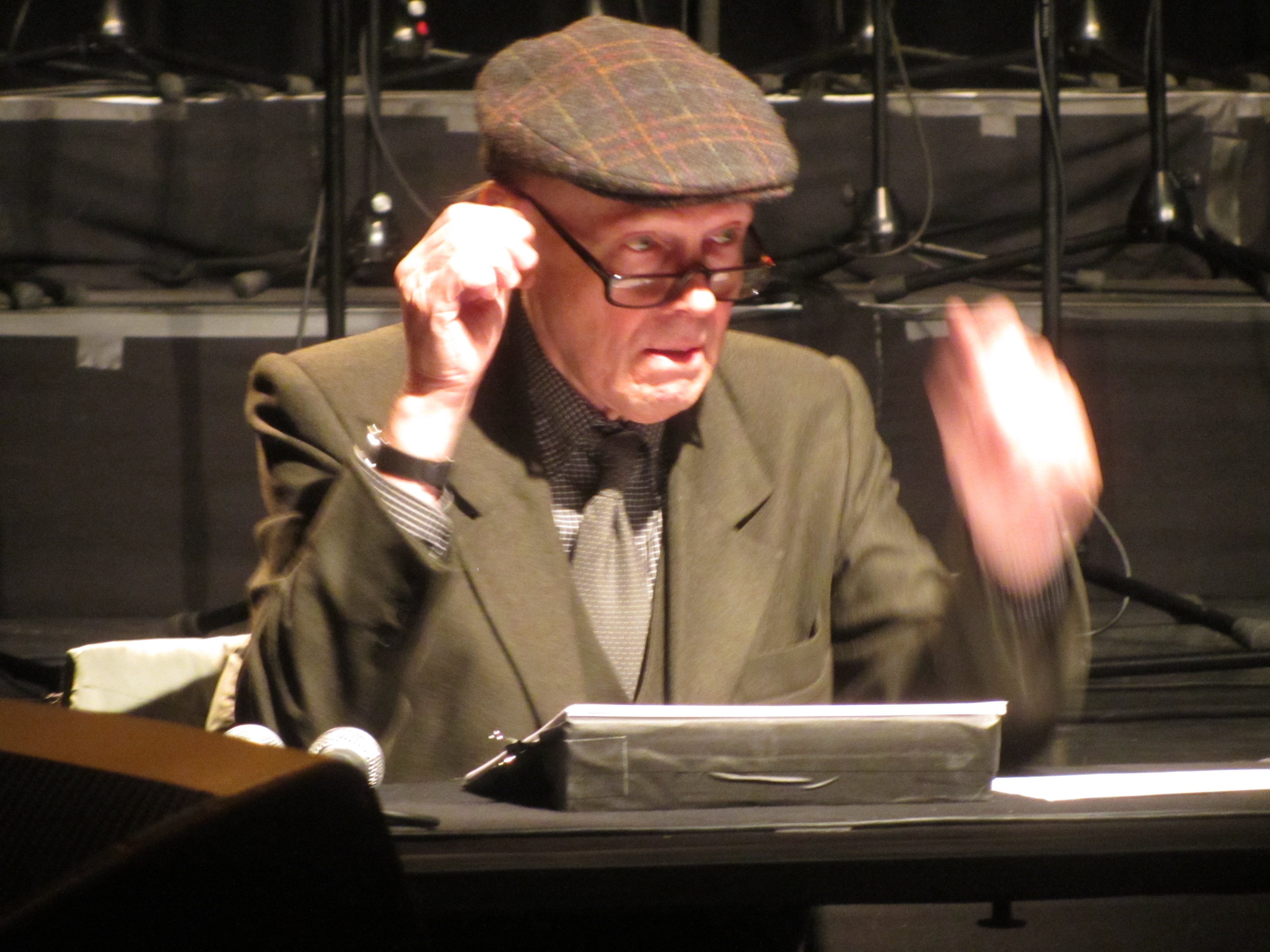
Sven-Åke Johansson bei den Vorbereitungen zu Stadt der 1000 Feuer in Mannheim 2014

Wo der amerikanische Free Jazz in den Weltraum vordrang, hätten Johansson und eine Gruppe kontinentaleuropäischer Musiker eine europäische Kunstmusik gepflegt, „die mitunter wie leise flüsternde Träume wirkt“, meint Mark Corroto in All About Jazz. Genau das sei die Musik, die hier zu hören ist. Johannson würde einzelne Wörter effektvoll betonen und wiederholen, ähnlich einer Dada-Performance. Trompeter Axel Dörner, Saxophonist Mats Gustafsson und Per-Åke Holmlander an Posaune und Tuba entfachten ein minimalistisches Obligato aus hauchigen Passagen und gefundenen Tönen, das gelegentlich in hastige und wirre Abschnitte übergehe. Ihre charakteristischen Flatter- und klopfenden Atemzüge kämen hier voll zur Geltung. Sandell sei es, der die leichte Tanzstimmung durchgehend aufrechterhalte; der Pianist sei Johanssons ständiger Begleiter und verbindende Stimme. Dieses exzentrische Performancestück klinge manchmal rätselhaft, sei aber dennoch fesselnd.

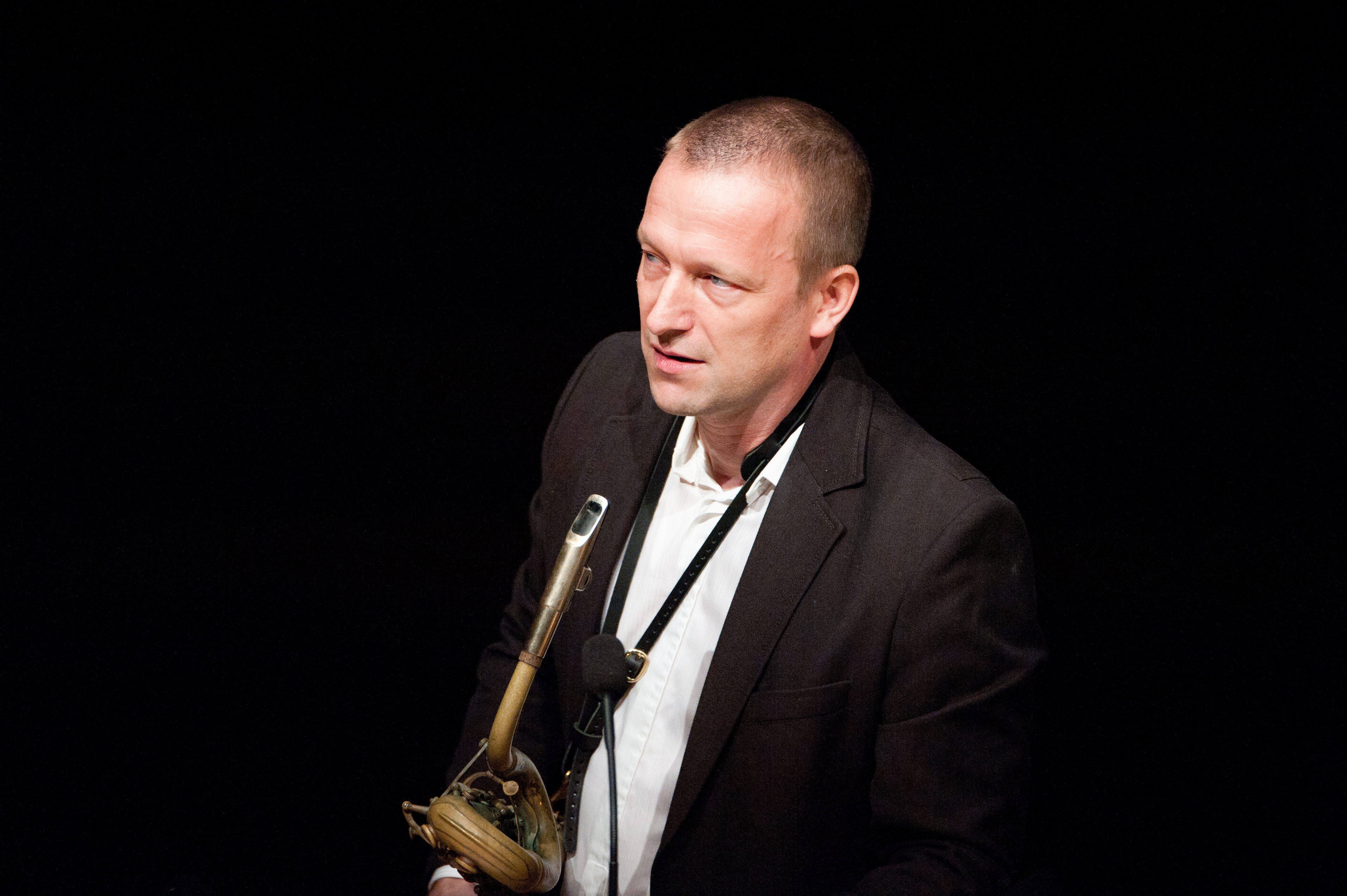
Mats Gustafsson (2011)

Sven-Åke Johanssons „Die Harke und der Spaten“, ein musikalisches Bühnenstück über das Liebesleben von Gartengeräten, werde von einer improvisierenden Supergroup dargeboten, die unabhängig vom Material Appetit mache, fand John Eyles in Dusted. Der Fluss und die Dynamik der Musik würden zwar durch Johanssons gelegentliche Rezitationen unterbrochen. Während dieser Rezitationen improvisierten die Musiker eine Begleitung, die Nachdruck und Dramatik verleihe. Abseits der Rezitationen erweise sich das Ensemble als ebenso improvisationsstark, wie es die obige Besetzungsliste vermuten lasse; es konzentriere sich weitgehend auf kollektive Improvisation, wobei Piano, Bass, Schlagzeug und Johanssons Akkordeon im Vordergrund stünden, die Bläser jedoch nur gelegentlich Einwürfe und Akzente setzen und nicht dominieren. Mehrmals würde der Wechsel zwischen instrumentierten Themen, Improvisation und gesprochenem Wort an die Bühnenwerke des Willem Breuker Kollektiefs erinnern, wenn auch ohne deren ausgeprägten Sinn für Ironie und Anarchie. Insgesamt werfe das Album – wie Soundtracks, Bühnenmusik usw. – die viel diskutierte Frage nach der Rolle von Musik auf, die ursprünglich nicht dafür konzipiert wurde, isoliert vom anderen Medium gehört zu werden. Auch wenn dies nicht uneingeschränkt gelinge, dürfte es dennoch mehr als genug bieten, um Fans der Improvisationsmusik vollauf zufriedenzustellen.